# Шакур, Афени
Афени Шакур Дэвис (англ. Afeni Shakur Davis), урождённая Элис Фэй Уильямс (англ. Alice Fay Williams) (10 января 1947 — 2 мая 2016) — американская активистка, филантроп, политический деятель и член партии «Чёрных Пантер». Мать рэпера Тупака Шакура и супруга активиста «Чёрных Пантер» Мутулу Шакура. Защищала себя в суде по обвинению в участии в многочисленных взрывах, будучи членом Пантеры.

## Биография
Элис Фэй Уильямс родилась 10 января 1947 года в городе Ламбертон, Северная Каролина. Мама была домохозяйкой, а папа — дальнобойщиком. У неё также была сестра от этого брака. Вскоре пара рассталась, в 1958 году мать с дочерьми переехала в Нью-Йорк. Там Элис стала посещать Bronx High School of Science. Когда ей было пятнадцать лет стала употреблять кокаин. В 1964 году присоединилась к Черным пантерам. В 1968 году изменила свое имя на Афени Шакур.
Шакур и двадцать товарищей по Пантере были арестованы 2 апреля 1969 года по обвинению в заговоре с целью взрывов полицейских участков, универмагов и других общественных мест в Нью-Йорке. Шакур была освобождена под залог осенью 1970 года и забеременела от водителя грузовика из Нью-Джерси Уильяма Гарланда. Вскоре после этого залог был аннулирован, и она была возвращена в тюрьму. В 1971 году во время судебного процесса, известного как Panther 21, с неё были сняты обвинения, и в мае того же года она была выпущена на свободу. 16 июня 1971 года Шакур родила сына Тупака Шакура.

## Участие в музыкальной индустрии и благотворительности
Ровно через год после смерти Тупака, на деньги, заработанные от посмертных альбомов Тупака, Афени основала в Джорджии фонд Tupac Amaru Shakur Foundation, который обеспечивает художественные программы для молодежи, и холдинговую компанию Amaru Entertainment, где хранятся все неизданные материалы Тупака. Кроме этого, она запустила линию одежды Makaveli Branded, все доходы от которой идут в благотворительный фонд Tupac Amaru Shakur Foundation.

### Судебный процесс против Death Row Records
20 июня 2007 года Афени Шакур обратилась в федеральный суд с иском о судебном запрете на продажу компанией Death Row Records каких-либо неизданных песен Тупака. В процессе судебного разбирательства Афени Шакур отсудила у Death Row Records 150 неизданных песен своего сына. Она создала лейбл под названием Amaru Records, для того, чтобы выпустить неизданные записи Тупака.

### Публичные выступления
Кроме благотворительной деятельности Афени Шакур выступала на публике и читала лекции, путешествуя по США. 6 февраля 2007 г., она выступила с речью в рамках Vanderbilt’s Commemoration for Black History Month. Её выступление можно услышать, перейдя по указанной здесь ссылке: выступление Афени Шакур 02-06-07

### Смерть
Афени Шакур умерла 2 мая 2016 года в Сосалито, Калифорния
В 21:30 в офис шерифа сообщили о возможной остановке сердца. Афени Шакур была доставлена в местный госпиталь, где скончалась в 22:28. Возможной причиной её смерти является сердечный приступ.